# Tygrzyk paskowany

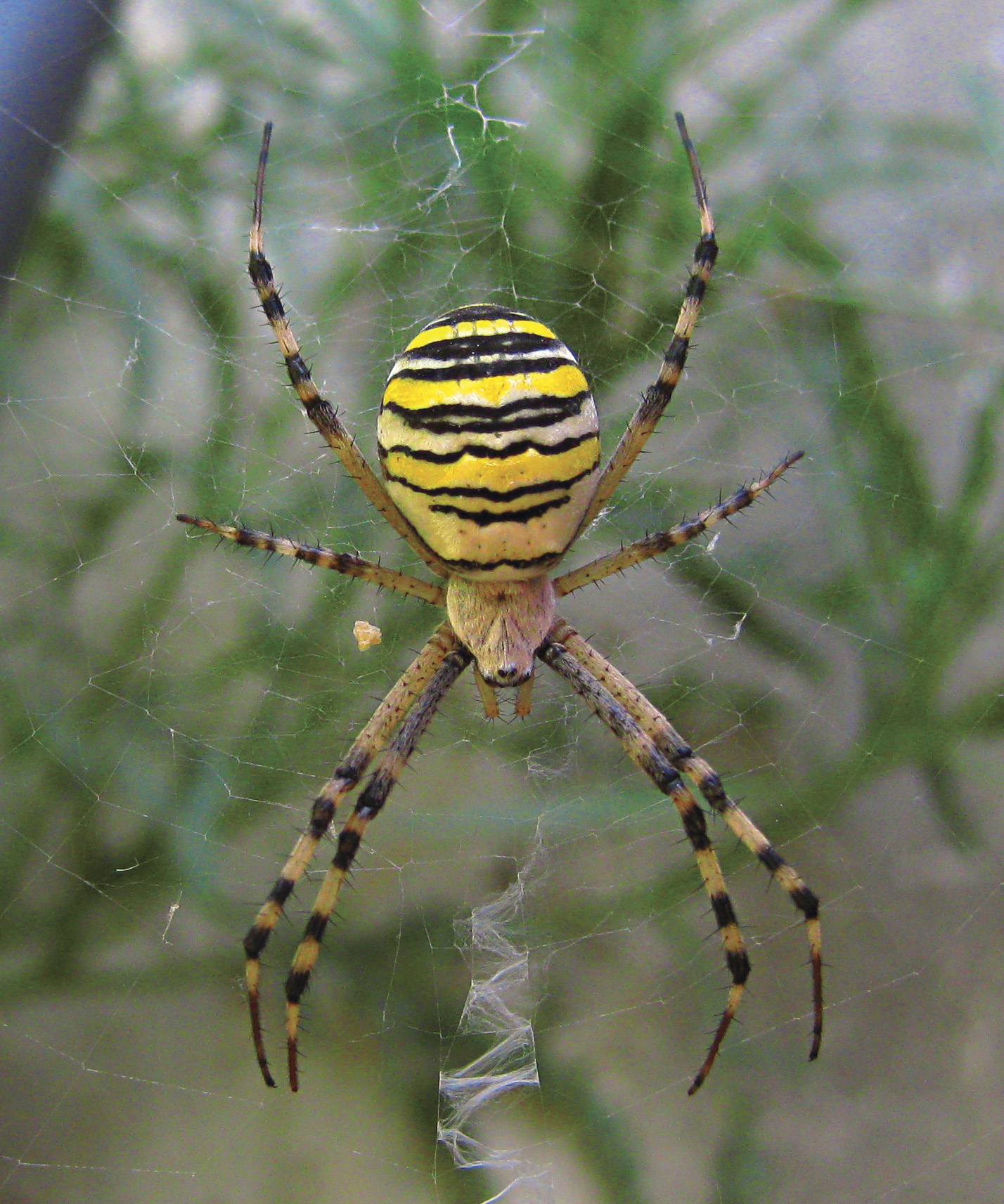
Samica na sieci łownej

Tygrzyk paskowany (Argiope bruennichi) – gatunek pająka sieciowego z rodziny krzyżakowatych. Samice osiągają do 25 mm, samce tylko 7 mm. Pająk ten nazwę swą zawdzięcza ubarwieniu podobnemu do futra tygrysa. Głowotułów ma srebrzysty, odwłok zaś srebrzysty lub złotawy z czarnymi poprzecznymi prążkami.
Ze względu na wyraźne rozprzestrzenienie się tygrzyka w całym kraju w ostatnich 20 latach, jednocześnie braku stwierdzenia dla niego zagrożeń – gatunek został w 2011 r. usunięty z listy gatunków objętych ochroną prawną w Polsce.
Łacińska nazwa rodzajowa pochodzi od imienia nimfy, oznacza „jasnooka”, a łaciński epitet gatunkowy przyjęto na cześć duńskiego zoologa, Mortena Thrane’a Brünnicha.

## Zasięg występowania
Gatunek ten występuje w Europie w strefie umiarkowanej. W Polsce spotykany jest najliczniej na południu, głównie na porośniętych wysoką trawą, zarówno suchych, jak i wilgotnych łąkach, nieużytkach, skrajach młodników nad brzegami zbiorników wodnych, a nawet w ogrodach, bardzo często występuje na krzewach owocowych, takich jak malina. Ostatnio spotykany jest także w zbożu.
Dawniej ten palearktyczny gatunek występował w środkowej Europie na szczególnie ciepłych stanowiskach. Obecnie rozszerza zasięg i wyraźnie zwiększa swoją liczebność. Występuje na terenie całej Polski, w niektórych okolicach bywa bardzo liczny.

## Sieć
Pajęczyna tygrzyka paskowanego jest duża, kolista, gęsto upleciona w płaszczyźnie pionowej, z charakterystycznym zygzakowatym szwem wzmacniającym (stabilimentum).

## Pokarm
Tygrzyki żywią się tym, co złapią w sieć, głównie są to muchy, koniki polne, motyle i inne owady, pająk ten potrafi upolować nawet ważkę oraz osę i pszczołę (lecz gdy zostanie użądlony, ginie na miejscu).
Jeden owad wystarczy tygrzykowi nawet na tydzień; gdy jest głodny, wisi sam na środku sieci i czeka na ofiarę.

## Zachowanie
Okres godowy pająki przechodzą pod koniec lata. Malutkie samce wysyłają sygnały – szarpnięcia nici, ostrożnie zbliżając się do samicy. Ta, jeśli jest gotowa do kopulacji, pozwala mu wślizgnąć się pod odwłok. Na ogół zjada samca po kopulacji, czasami nawet w czasie jej trwania. Fragment nogogłaszczki samca pozostaje w narządzie rozrodczym samicy. Później samica przędzie balonowy kokon, w którym wylęgają się, a następnie zimują młode pająki.